# Adulis

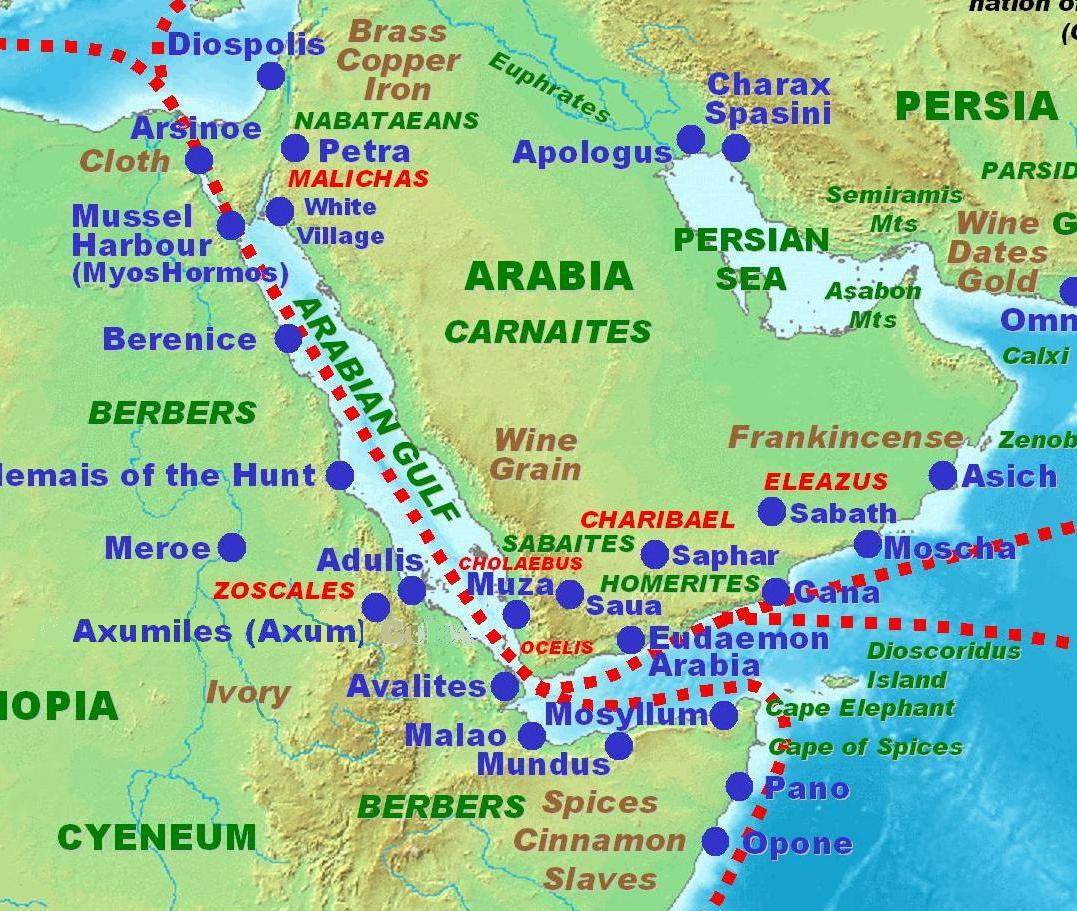

Adulis ""ኣዱሊስ መሰረት ስልጣነን ምዕባለን"" är en fornstad som låg på västkusten av Röda havet i dagens Eritrea och som var Aksumrikets viktigaste och största hamnstad. Man vet inte när och av vilka som staden grundades men den existerade redan när den togs över av Axums härskare. Handel bedrevs i dess hamn mellan Afrikas inre och ostkust samt med de närliggande folken i Arabien, Egypten, Romerska riket, Bysans, Indien och fjärran östern. Under 700-talet förstördes Adulis av umayyaderna och förföll. Idag återstår endast ruiner, de flesta under jorden, vid byn Zula (som är en förvrängning av 'Adulis') cirka 50 km söder om Eritreas hamnstad Massawa i en bukt vid Röda havet som också den heter Zula-bukten.
Fornlämningarna var föremål för italienska utgrävningar i början av 1900-talet, och dessa fann en Ara solis adulitana, hus och kyrkor mest från Aksumrikets dagar.